# Alseodaphne philippinensis
Alseodaphne philippinensis är en lagerväxtart som först beskrevs av Adolph Daniel Edward Elmer, och fick sitt nu gällande namn av André Joseph Guillaume Henri Kostermans. Alseodaphne philippinensis ingår i släktet Alseodaphne och familjen lagerväxter. Inga underarter finns listade i Catalogue of Life.